# رازدولیه (داغستان)
رازدولیه (به لاتین: Razdolye) یک منطقهٔ مسکونی در روسیه است که در داغستان واقع شده‌است.